# Agonía de la especia
La Agonía de la especia, o simplemente Agonía, es un término usado  en la saga de novelas iniciada con Dune (1965), de Frank Herbert, y que consiste en un ritual que se ejecuta de modo similar entre los Fremen y las Bene Gesserit. Un "veneno iluminante" es utilizado para elevar la conciencia y desbloquear la memória genética. Aquellas que sobreviven a este trance mortal son conocidas como Reverendas Madres.
El ritual consiste en una ordalía en la cual una acólita Bene Gesserit toma un narcótico venenoso de espectro presciente y, mediante el cambio interno de la substancia, neutraliza su toxicidad, despertando al mismo tiempo en su psique las personalidades y memorias de todas sus antepasadas femeninas, lo que es llamado las Otras Memorias. Hasta el descubrimiento del Agua de Vida en el planeta Arrakis, las Bene Gesserit utilizaban una substancia derivada de la Droga de Rossak. El Agua de Vida (en sí misma una forma concentrada de melange) es producida por la inmersión de un pequeño hacedor, un gusano de arena pequeño, en agua, lo que provoca que este segregue el líquido en el momento de su muerte. En la versión fremen del ritual, tras la ordalía la nueva Reverenda Madre proporciona el Agua de Vida, cambiada a una forma inocua, para la subsiguiente orgía del Sietch.
Una acólita que no pueda efectuar el cambio en la ordalía muere. Solamente las mujeres han sobrevivido a la Agonía, pero las Bene Gesserit buscaron generación tras generación a través de su programa de procreación el hombre Kwisatz Haderach que pueda realizar el cambio en el veneno iluminante, adquiriendo tanto las Otras Memorias femeninas como las masculinas, y habilidades prescientes por encima de las de una Reverenda Madre. Hasta el advenimiento de Paul Atreides, todos los hombres que habían intentado la Agonía habían fallecido.

## LaAgoníaen las novelas de la saga

### Dune
La primera mención a la Agonía sucede en Dune, la primera de las novelas de la saga, cuando la Reverenda Madre Gaius Helen Mohiam previene al joven Paul Atreides, de quien sospecha que pudiera ser un potencial Kwisatz Haderach, de intentar tomar el agua de vida. Más adelante, la madre de Paul, Jessica Atreides, pasa por la agonía en un sietch fremen donde han recibido santuario tras el ataque de los Harkonnen en el que el duque Leto fue asesinado. Al estar embarazada, también su hija Alia pasa por la agonía en el seno de su madre y nace prematuramente, con todas las memorias de sus antepasadas activas, lo que las Bene Gesserit consideran una Abominación.
Posteriormente el joven Paul, al sentir que sus visiones prescientes se limitan, toma el agua de vida, convirtiéndose en el Kwisatz Haderach, lo que le sirve para confirmar su liderazgo religioso y militar sobre los fremen en su batalla contra la Casa Harkonnen y el Emperador.

### El Mesías de Dune
En El Mesías de Dune los hijos de Paul Atreides sufren un proceso similar en el seno de su madre Chani, que tiene que tomar grandes cantidades de melange durante el embarazo como tratamiento a un envenenamiento. Tanto Leto II como Ghanima nacen con acceso a las Otras Memorias, como sucedió con su tía Alia. Es en la siguiente novela de la saga, Hijos de Dune, cuando tanto Leto como Ghanima descubren, cada uno por su lado, un método para superar el peligro de la Abominación (posesión de la psique por parte de la memoria de un antepasado) al que, sin embargo, sucumbe su tía cuando la memoria de su abuelo materno, el barón Vladimir Harkonnen, se apodera de ella.

### Casa Capitular Dune
En la sexta novela de la saga, Casa Capitular Dune, la Honorada Matre cautiva de la Bene Gesserit, Murbella, pasa por la Agonía al final de su forzado adiestramiento en la Hermandad, hecho que en la siguiente novela, Cazadores de Dune, escrita por el hijo de Frank Herbert, Brian Herbert y por el escritor Kevin J. Anderson permite descubrir el origen de la hermandad rival que vuelve de la Dispersión: un núcleo de vengativas hembras tleilaxu liberadas por una coalición de Habladoras Pez (el ejército femenino creado por Leto II en Dios Emperador de Dune) y Bene Gesserit en la Dispersión.

### Gusanos de arena de Dune
En la novela que cierra la saga, Gusanos de arena de Dune, uno de los dos gholas de Paul Atreides, Paolo, desarrollado por la supermente Omnius en Caladan, pasa por la Agonía en el planeta Sincronía, sede del nuevo imperio mecánico de Omnius que espera desde su derrota a manos de la Yihad Butleriana diez mil años atrás eliminar a la Humanidad del universo. Tras un duelo con Paul, el ghola desarrollado por Sheena en la nave Ítaca, Paolo toma la ultraespecia, una forma potenciada de la especia recientemente desarrollada por el último ghola del maestro tleilaxu Waff, y entra en coma, superado por el precipitado alcance de una perfecta y completa visión presciente.

### Dune: La batalla de Corrin
El origen del ritual se explica en Dune: La batalla de Corrin, tercera novela de la trilogía Leyendas de Dune, ambientada en los tiempos de la Yihad Butleriana, cuando Raquella Berto-Anirul, nieta de Vorian Atreides, fundador de la Casa Atreides y que posteriormente se convertiría en fundadora de la Hermandad, es envenenada por la Hechicera de Rossak Ticia Cenva con la Droga de Rossak. En vez de morir, la ordalía despierta las Otras Memorias de Raquella, convirtiéndose en la primera persona en pasar por la Agonía.

## Referencia bibliográfica
- Frank Herbert, Dune. Barcelona: Ediciones Debolsillo, 2003. ISBN 978-84-9759-682-4
- Frank Herbert, Hijos de Dune. Ediciones Debolsillo: Barcelona, 2003. ISBN 978-84-9759-432-5
- Frank Herbert, Casa Capitular Dune. Ediciones Debolsillo: Barcelona, 2003. ISBN 9788497597708
- Brian Herbert, Kevin J. Anderson Cazadores de Dune. Plaza & Janés, Barcelona, 2008. ISBN 978-84-01-33679-9
- Brian Herbert, Kevin J. Anderson Gusanos de arena de Dune. Plaza & Janés, Barcelona, 2009. ISBN 978-84-01-33727-7
- Brian Herbert, Kevin J. Anderson Dune: La batalla de Corrin. Best Seller Debolsillo: Barcelona, 2007. ISBN 978-84-01-33636-2